# Elezioni legislative in Andorra del 2019
Le elezioni legislative in Andorra del 2019 si sono tenute il 7 aprile per il rinnovo del Consiglio generale.

## Risultati
| Liste                             | Circoscrizione nazionale | Circoscrizione nazionale | Circoscrizione nazionale | Collegi uninominali | Collegi uninominali | Collegi uninominali | Totale seggi |
| Liste                             | Voti                     | %                        | Seggi                    | Voti                | %                   | Seggi               | Totale seggi |
| --------------------------------- | ------------------------ | ------------------------ | ------------------------ | ------------------- | ------------------- | ------------------- | ------------ |
| Democratici per Andorra           | 6.248                    | 35,13                    | 5                        | 5.931               | 34,86               | 6                   | 11           |
| Uniti per il Progresso di Andorra | 149                      | 0,84                     | -                        | 5.931               | 34,86               | -                   | -            |
| Partito Socialdemocratico         | 5.445                    | 30,62                    | 5                        | 6.473               | 38,05               | 2                   | 7            |
| Liberali d'Andorra                | 2.219                    | 12,48                    | 2                        | 6.473               | 38,05               | 2                   | 4            |
| Terza Via - Unione Laurediana     | 1.853                    | 10,42                    | 2                        | 2.122               | 12,47               | 2                   | 4            |
| Socialdemocrazia e Progresso      | 1.044                    | 5,87                     | -                        | 1.280               | 7,52                | -                   | -            |
| Andorra Sovrana                   | 825                      | 4,64                     | -                        | 71                  | 0,42                | -                   | -            |
| Ciutadans Compromesos             | N.D.                     | N.D.                     | N.D.                     | 1.136               | 6,68                | 2                   | 2            |
| Totale                            | 17.783                   |                          | 14                       | 17.013              |                     | 14                  | 28           |